# 3556 Lixiaohua
3556 Lixiaohua (1964 UO) là một tiểu hành tinh vành đai chính được phát hiện ngày 30 tháng 10 năm 1964 bởi Đài thiên văn Tử Kim Sơn ở Nanking.